# Lord président du Conseil
Le lord président du Conseil ou lord président (en anglais : Lord President of the Council ou Lord President) est l'un des plus importants hauts fonctionnaires supérieurs du gouvernement britannique. En tant que quatrième grand officier d'État du Royaume-Uni, il est inférieur dans l'ordre de préséance au lord grand trésorier (Lord High Treasurer) et supérieur au lord du Sceau privé (Lord Privy Seal).
Le lord président du Conseil préside les réunions du Conseil privé de Sa Majesté. Au cours des dernières années, l'occupant du poste est par convention toujours un membre de l'une des chambres du Parlement et du Cabinet. Il est aussi responsable du bureau du Conseil privé (Privy Council Office).

## Historique
Le Conseil privé se réunit une fois par mois, afin d'approuver des ordres en conseil (Orders-in-Council) officiels.
Les devoirs du lord président du Conseil n'étant pas lourds, le poste a souvent été attribué à un ministre du gouvernement dont les responsabilités n'étaient pas spécifiques à un département ministériel. Ces dernières années, il est devenu plus habituel pour le lord président d'être également de leader de la Chambre des communes (Leader of the House of Commons) ou leader de la Chambre des lords (Leader of the House of Lords).
Avant les élections législatives de 2010, le lord président du Conseil était Lord Mandelson, qui était également premier secrétaire d'État (First Secretary of State) et secrétaire d'État aux Affaires, à l'Innovation et au Savoir-faire (Secretary  of State for Business, Innovation and Skills). Ce fut la première fois depuis 1964 que le lord président du Conseil n'était pas un leader de l'une des Chambres.
Dans quelques occasions, des ministres non britanniques ont servi brièvement de lord président du Conseil, uniquement pour présider une réunion du Conseil privé ayant eu lieu dans un royaume du Commonwealth.
Au XIXe siècle, le lord président du Conseil était généralement un ministre du Cabinet responsable du système éducatif, entre autres devoirs. Son rôle fut graduellement allégé au début du XXe siècle, mais il reste aujourd'hui des vestiges de ses fonctions, comme la surveillance de la gouvernance de plusieurs universités.
Un rôle particulier fut joué par le lord président au cours de la Seconde Guerre mondiale : il servit en tant que président du Comité du lord président (Lord President's Committee). Ce comité avait pour rôle de centraliser les opérations économiques engagées contre les problèmes qui affectaient le pays. En tant que tel, il devint vital pour l'économie de guerre britannique et conditionna l'effort de guerre dans son ensemble.
Le lord président du Conseil n'a aucun rôle dans le Comité judiciaire du Conseil privé (Judicial Committee of the Privy Council).

## Fonctions
Le lord président du Conseil préside les réunions du Conseil privé de Sa Majesté (Privy Council) et est responsable du bureau du Conseil privé (Privy Council Office).
Le lord président du Conseil joue un rôle notable lors des cérémonies de couronnement des monarques britanniques. Sa fonction est en effet de porter l'épée d'apparat (sword of state) puis l'épée d'offrande (sword of offering) du monarque nouvellement investi. Pour le couronnement du roi Charles III, en mai 2023, ce rôle a échu pour la première fois à une femme, Penny Mordaunt, lord président du Conseil depuis le 6 septembre 2022.

## Liste des lords présidents du Conseil

### Avant l'Union en 1707
- Charles Brandon (1530–14 août 1545)
- William Paulet (janvier 1546–février 1550)
- John Dudley (février 1550–juillet 1553)
- Henry FitzAlan (1553–?)

Incomplet
- Henry Montagu (septembre 1621–juillet 1628)
- James Ley (juillet 1628–14 décembre 1628)
- Edward Conway (14 décembre 1628–3 janvier 1631)

Incomplet
- Anthony Ashley-Cooper (21 avril 1679–15 octobre 1679)
- John Robartes (24 octobre 1679–24 août 1684)
- Laurence Hyde (24 août 1684–18 février 1685)
- George Savile (18 février 1685–4 décembre 1685)
- Robert Spencer (4 décembre 1685–octobre 1688))
- Richard Graham (octobre 1688–février 1689)
- Thomas Osborne (14 février 1689–18 mai 1699)
- Thomas Herbert (18 mai 1699–29 janvier 1702)
- Charles Seymour (29 janvier 1702–13 juillet 1702)

### Après l'Union en 1707

#### XVIIIesiècle
- Thomas Herbert (13 juillet 1702–25 novembre 1708)
- John Somers (25 novembre 1708–21 septembre 1710)
- Laurence Hyde (21 septembre 1710–13 juin 1711)
- John Sheffield (13 juin 1711–23 septembre 1714)
- Daniel Finch (23 septembre 1714–6 juillet 1716)
- William Cavendish (6 juillet 1716–16 mars 1718)
- Charles Spencer (16 mars 1718–6 février 1719)
- Evelyn Pierrepont (6 février 1719–11 juin 1720)
- Charles Townshend (11 juin 1720–25 juin 1721)
- Henry Boyle (25 juin 1721–27 mars 1725)
- William Cavendish (27 mars 1725–8 mai 1730)
- Thomas Trevor (8 mai 1730–19 juin 1730)
- Spencer Compton (31 décembre 1730–13 février 1742)
- William Stanhope (13 février 1742–3 janvier 1745)
- Lionel Cranfield Sackville (3 janvier 1745–17 juin 1751)
- John Carteret (17 juin 1751–2 janvier 1763)
- John Russell (9 septembre 1763–12 juillet 1765)
- Daniel Finch (12 juillet 1765–30 juillet 1766)
- Robert Henley (30 juillet 1766–22 décembre 1767)
- Granville Leveson-Gower (22 décembre 1767–24 novembre 1779)
- Henry Bathurst (24 novembre 1779–27 mars 1782)
- Charles Pratt (27 mars 1782–2 avril 1783)
- David Murray (2 avril 1783–19 décembre 1783)
- Granville Leveson-Gower (19 décembre 1783–1er décembre 1784)
- Charles Pratt (1er décembre 1784–18 avril 1794)
- William Wentworth-Fitzwilliam (1er juillet 1794–17 décembre 1794)
- David Murray (17 décembre 1794–21 septembre 1796)

#### XIXesiècle
- John Pitt (21 septembre 1796–30 juillet 1801)
- William Henry Cavendish-Bentinck (30 juillet 1801–14 janvier 1805)
- Henry Addington (14 janvier 1805–10 juillet 1805)
- John Jeffreys Pratt (10 juillet 1805–19 février 1806)
- William Wentworth-Fitzwilliam (19 février 1806–8 octobre 1806)
- Henry Addington (8 octobre 1806–26 mars 1807)
- John Jeffreys Pratt (26 mars 1807–8 avril 1812)
- Henry Addington (8 avril 1812–11 juin 1812)
- Dudley Ryder (11 juin 1812–17 août 1827)
- William Cavendish-Scott-Bentinck (17 août 1827–28 janvier 1828)
- Henry Bathurst (28 janvier 1828–22 novembre 1830)
- Henry Petty-FitzMaurice (22 novembre 1830–15 décembre 1834)
- James St Clair Erskine (15 décembre 1834–18 avril 1835)
- Henry Petty-FitzMaurice (18 avril 1835–3 septembre 1841)
- James Stuart-Wortley-Mackenzie (3 septembre 1841–21 janvier 1846)
- Walter Montagu-Douglas-Scott (21 janvier 1846–6 juillet 1846)
- Henry Petty-FitzMaurice (6 juillet 1846–27 février 1852)
- William Lowther (27 février 1852–28 décembre 1852)
- Granville George Leveson-Gower (28 décembre 1852–12 juin 1854)
- John Russell (12 juin 1854–8 février 1855)
- Granville George Leveson-Gower (8 février 1855–26 février 1858)
- James Brownlow William Gascoyne-Cecil (26 février 1858–18 juin 1859)
- Granville George Leveson-Gower (18 juin 1859–6 juillet 1866)
- Richard Temple-Nugent-Brydges-Chandos-Grenville (6 juillet 1866–8 mars 1867)
- John Winston Spencer-Churchill (8 mars 1867–9 décembre 1868)
- George Robinson (9 décembre 1868–9 août 1873)
- Henry Austin Bruce (9 août 1873–21 février 1874)
- Charles Gordon-Lennox (21 février 1874–28 avril 1880)
- John Poyntz Spencer (28 avril 1880–19 mars 1883)
- Chichester Parkinson-Fortescue (19 mars 1883–24 juin 1885)
- Gathorne Gathorne-Hardy (24 juin 1885–6 février 1886)
- John Poyntz Spencer (6 février 1886–3 août 1886)
- Gathorne Gathorne-Hardy (3 août 1886–18 août 1892)
- John Wodehouse (18 août 1892–10 mars 1894)
- Archibald Philip Primrose (10 mars 1894–29 juin 1895)

#### XXesiècle
- Spencer Compton Cavendish (29 juin 1895–19 octobre 1903)
- Charles Vane-Tempest-Stewart (19 octobre 1903–11 décembre 1905)
- Robert Crewe-Milnes (11 décembre 1905–16 avril 1908)
- Edward Marjoribanks (16 avril 1908–19 octobre 1908)
- Henry Fowler (19 octobre 1908–21 juin 1910)
- William Lygon (21 juin 1910–7 novembre 1910)
- John Morley (7 novembre 1910–5 août 1914)
- William Lygon (5 août 1914–25 mai 1915)
- Robert Crewe-Milnes (25 mai 1915–10 décembre 1916)
- George Curzon (10 décembre 1916–23 octobre 1919)
- Arthur Balfour (23 octobre 1919–19 octobre 1922)
- James Gascoyne-Cecil (24 octobre 1922–22 janvier 1924)
- Charles Cripps (22 janvier 1924–3 novembre 1924)
- George Curzon (6 novembre 1924–27 avril 1925)
- Arthur Balfour (27 avril 1925–4 juin 1929)
- Charles Cripps (7 juin 1929–24 août 1931)
- Stanley Baldwin (25 août 1931–7 juin 1935)
- Ramsay MacDonald (7 juin 1935–28 mai 1937)
- Edward Wood (28 mai 1937–9 mars 1938)
- Douglas Hogg (9 mars 1938–31 octobre 1938)
- Walter Runciman (31 octobre 1938–3 septembre 1939)
- James Stanhope (3 septembre 1939–11 mai 1940)
- Arthur Neville Chamberlain (11 mai 1940–3 octobre 1940)
- Sir John Anderson (3 octobre 1940–24 septembre 1943)
- Clement Attlee (24 septembre 1943–23 mai 1945)
- Frederick Marquis (25 mai 1945–26 juillet 1945)
- Herbert Morrison (27 juillet 1945–9 mars 1951)
- Christopher Addison (9 mars 1951 -26 octobre 1951)
- Frederick Marquis (28 octobre 1951–25 novembre 1952)
- Robert Gascoyne-Cecil (25 novembre 1952–29 mars 1957)
- Alec Douglas-Home (29 mars 1957–17 septembre 1957)
- Quintin Hogg (17 septembre 1957–14 octobre 1959)
- Alec Douglas-Home (14 octobre 1959–27 juillet 1960)
- Quintin Hogg (27 juillet 1960–16 octobre 1964)
- Herbert Bowden (16 octobre 1964–11 août 1966)
- Richard Crossman (11 août 1966–18 octobre 1968)
- Fred Peart (18 octobre 1968–19 juin 1970)
- William Whitelaw (20 juin 1970–7 avril 1972)
- Robert Carr (7 avril 1972–5 novembre 1972)
- James Prior (5 novembre 1972–4 mars 1974)
- Edward Short (5 mars 1974–8 avril 1976)
- Michael Foot (8 avril 1976–4 mai 1979)
- Christopher Soames (5 mai 1979–14 septembre 1981)
- Francis Pym (14 septembre 1981–7 avril 1982)
- John Biffen (7 avril 1982–11 juin 1983)
- William Whitelaw (11 juin 1983–10 janvier 1988)
- John Wakeham (10 janvier 1988–24 juillet 1989)
- Sir Geoffrey Howe (24 juillet 1989–1er novembre 1990) (a démissionné)
- John MacGregor (2 novembre 1990–10 avril 1992)
- Tony Newton (10 avril 1992–2 mai 1997)
- Ann Taylor (3 mai 1997–27 juillet 1998)

#### XXIesiècle
- Margaret Beckett (27 juillet 1998–8 juin 2001)
- Robin Cook (8 juin 2001–18 mars 2003) (a démissionné)
- John Reid (4 avril 2003–13 juin 2003)
- Gareth Williams (baron Williams de Mostyn) (13 juin 2003–20 septembre 2003) (mort en fonction)
- Valerie Amos (6 octobre 2003–27 juin 2007)
- Catherine Ashton (28 juin 2007–3 octobre 2008)
- Janet Royall (3 octobre 2008–5 juin 2009)
- Peter Mandelson (5 juin 2009–11 mai 2010)
- Nick Clegg (11 mai 2010-9 mai 2015)
- Chris Grayling (9 mai 2015-13 juillet 2016)
- David Lidington (13 juillet 2016-11 juin 2017)
- Andrea Leadsom (11 juin 2017-23 mai 2019)
- Mel Stride (23 mai 2019-24 juillet 2019)
- Jacob Rees-Mogg (24 juillet 2019-8 février 2022)
- Mark Spencer (8 février 2022-6 septembre 2022)
- Penny Mordaunt (6 septembre 2022-5 juillet 2024)
- Lucy Powell (depuis le 5 juillet 2024)